# ناوشکن کلاس اسمیت
دیسترویر کلاس اسمیت (به انگلیسی: Smith-class destroyer) یک کلاس از کشتی است که طول آن 293 ft 10 in می‌باشد.